# البلد (حجة)

تعديل مصدري - تعديل

البلد هي إحدى قرى عزلة الغزي بمديرية حجة التابعة لمحافظة حجة، بلغ تعداد سكانها 578 نسمة حسب تعداد اليمن لعام 2004.